# 959 Arne
959 Arne là một tiểu hành tinh bay quanh Mặt Trời.